# Artyści przeciw nienawiści

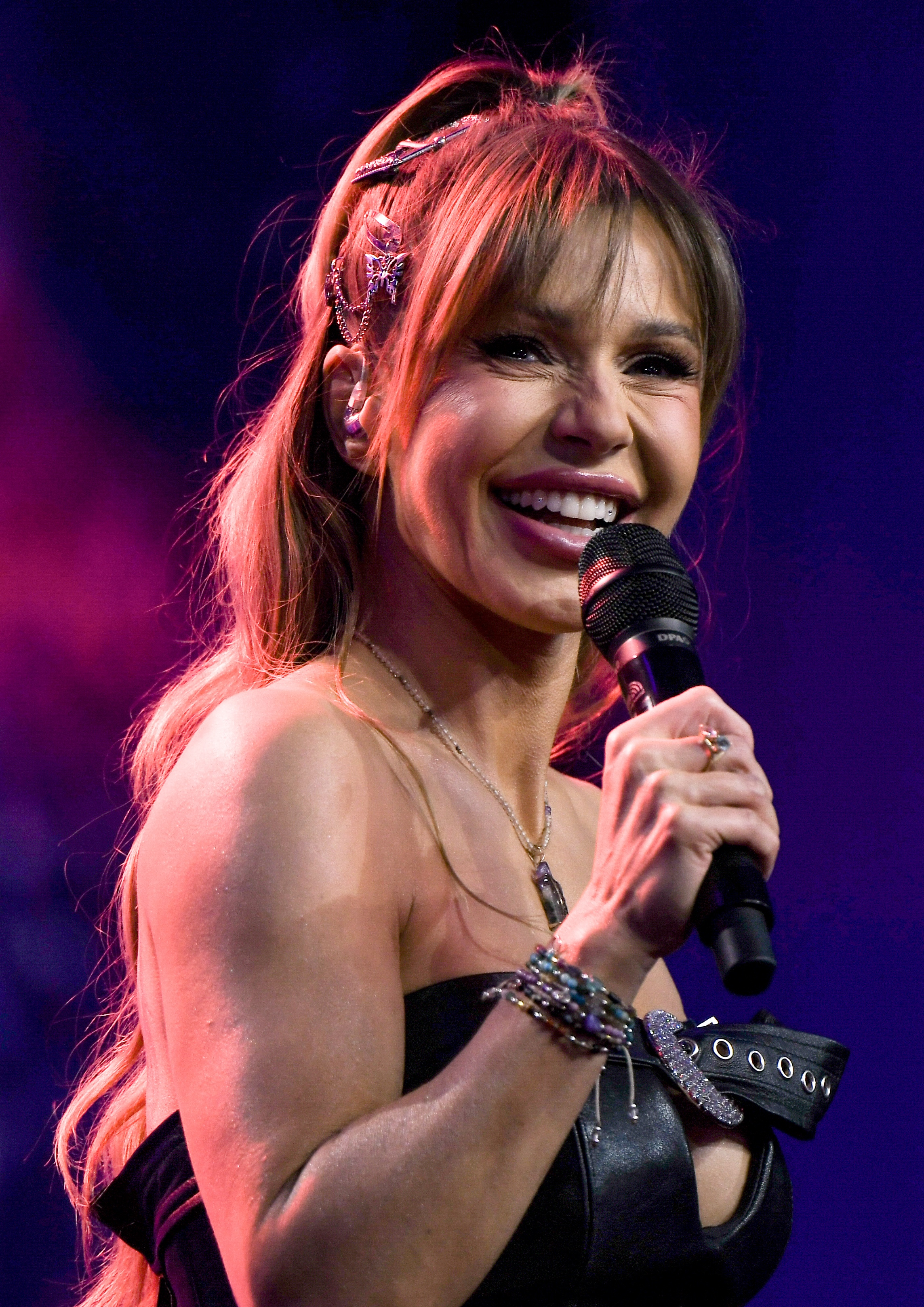
Doda, inicjatorka koncertu

Artyści Przeciw Nienawiści – koncert zorganizowany w proteście przeciwko mowie nienawiści, który odbył się 27 lutego 2019 w łódzkiej Atlas Arenie.
15 stycznia 2019 Doda za pośrednictwem serwisu Instagram w reakcji na tragiczną śmierć prezydenta Gdańska podczas finału Wielkiej Orkiestry Świątecznej Pomocy i szerzącą się w Polsce mowę nienawiści, nagrała krótki filmik, w którym zasugerowała zorganizowanie wspólnego koncertu, który miałby powiedzieć „nie” hejtowi. Bezpośrednio zaprosiła do udziału w nim Edytę Górniak i Justynę Steczkowską, z którymi w przeszłości była skonfliktowana. Górniak odmówiła udziału w koncercie, natomiast Steczkowska zaproszenie przyjęła. Do pomocy w organizowaniu koncertu przyłączyła się m.in. Katarzyna Nosowska, a także Grzegorz Hyży. W sumie w koncercie uczestniczyło prawie stu artystów. Reżyserem i dyrektorem artystycznym koncertu był Bolesław Pawica. Produkcją widowiska zajęła się firma Music Company.

## Film dokumentalny
14 grudnia 2019 roku w sieciach kin Helios, Multikino i Cinema City w całej Polsce wyświetlony został dokument, ukazujący kulisy całego koncertu. Dochód ze sprzedaży biletów został przeznaczony na organizację drugiej edycji koncertu. 21 marca 2020 roku film został opublikowany w serwisie YouTube.

## Lista artystów, którzy wystąpili na koncercie
W koncercie wzięło udział przeszło setka wykonawców, m.in.: Doda, Maryla Rodowicz, Marcin Wyrostek, Justyna Steczkowska, Grzegorz Hyży, Sarsa, Cleo, Ewa Farna, Ewelina Lisowska, Patty, Kasia Popowska, Kasia Moś, Gromee, Golec uOrkiestra, Margaret, Dawid Kwiatkowski, Łobuzy, Antek Smykiewicz, Sound’n’Grace, Enej, Filip Lato, Jula, Magdalena Tul, Arek Kłusowski, Patrycja Markowska, Grzegorz Markowski, Stachursky, Ira, De Mono, Jeremi Sikorski, Sylwia Przybysz, Natalia Niemen, Zuzanna Jabłońska, Patryk Kumór, C-Bool, Marta Gałuszewska, Hubert Jabłoński, Beata Kozidrak i Bajm, Michał Szczygieł, Kasia Wilk, Mezo, Barbara Hetmańska, Wac Toja, Mandaryna, Gosia Andrzejewicz, Natalia Zastępa, Agnieszka Mrozińska, Małgorzata Ostrowska, Peja, RSC, Sara Chmiel, Blue Café, Oddział Zamknięty, Iwona Węgrowska, Halina Mlynkova i Tre Voci.